# IFAF Europa
IFAF Europa (inglés: IFAF Europe) es el organismo regulador del fútbol americano en Europa. Pertenece a la Federación Internacional de Fútbol Americano (IFAF). IFAF Europa reemplazó en 2014 a la Federación Europea de Fútbol Americano (inglés: European Federation of American Football; EFAF).

## Miembros
- Alemania
- Austria
- Bélgica
- Bielorrusia
- Bulgaria
- Croacia
- Dinamarca
- Eslovaquia
- Eslovenia
- España
- Estonia
- Finlandia
- Francia
- Grecia
- Hungría
- Irlanda
- Israel
- Italia
- Luxemburgo
- Moldavia
- Noruega
- Países Bajos
- Polonia
- Portugal
- Reino Unido
- República Checa
- Rumania
- Rusia
- Serbia
- Suecia
- Suiza
- Turquía
- Ucrania

## Competiciones
IFAF Europa organiza diversas competiciones, entre las que destacan las siguientes:
| Ámbito                 | Competición                              |
| ---------------------- | ---------------------------------------- |
| Selecciones nacionales | Campeonato de Europa de Fútbol Americano |
| Clubes                 | Liga Europea de Fútbol Americano         |
| Clubes                 | Copa de la EFAF                          |
| Clubes                 | EFAF Challenge Cup                       |
| Clubes                 | EFAF Atlantic Cup                        |